# Joshua Silver
Pour les articles homonymes, voir Silver.
Le professeur Joshua D Silver est un physicien britannique à qui l'on doit notamment la découverte d'un nouveau procédé pour modifier la courbure des lentilles optiques, avec une application pratique pour fabriquer des lunettes correctives à faible coût.
En 2007, il était à la tête d'un groupe de chercheurs au sein du département de physique atomique et laser à l'Université d'Oxford.
Le professeur Silver dirige actuellement le Centre for Vision in the Developing World (centre pour la vue dans les pays en développement) à l'Université d'Oxford. Il y effectue des recherches au sujet des troubles de la réfraction et des problèmes de vue dans les pays en voie de développement (champs d'application et solutions potentielles).

## Travaux de recherche
Étudiant les miroirs, le Pr Silver a découvert une nouvelle manière de modifier la courbure des lentilles optiques. Il a appliqué ce principe pour créer un nouveau type de verres correcteurs pouvant être facilement ajustés par le porteur, et permettant de corriger la vue d'environ 90 % de la population nécessitant une correction. Ceci est particulièrement utile pour les populations des pays en développement, où les optométristes formés sont rares. 
En 1996, il crée l'entreprise Adaptive Eyecare pour développer ces verres ophtalmologiques adaptables en partenariat avec le département du développement international du gouvernement britannique, afin de les distribuer dans les pays en développement. L'entreprise a mis au point un prototype de lunettes correctives ajustables aptes à corriger aussi bien les myopes que les hypermétropes. Ces lunettes ont été testées dans différents pays d'Asie et d'Afrique. 30 000 paires ont déjà été distribuées dans 15 pays.
En 2007 ses recherches se sont portées sur l'utilisation de la spectroscopie pour comprendre la physique des ions fortement chargés (produits en utilisant le piège ionique quadripolaire de l'université. Ces travaux ont des applications dans le domaine de la compréhension d'états plasma extrêmes tels que la fusion tokamak ou les atmosphères stellaires.